# Raroña
Raroña (en alemán Raron, en francés Rarogne) es una comuna suiza del cantón del Valais, capital del semidistrito de Raroña occidental. Limita al norte con las comunas de Wiler (Lötschen) y Blatten, al este con Baltschieder y Ausserberg, al sur con Visp, Zeneggen, Bürchen y Unterbäch, y al oeste con Niedergesteln.
Son parte de la comuna las localidades de Rarnerchumma, Sankt German y Turtig.

## Curiosidades
En el cementerio de la iglesia antigua de Raroña se encuentra el sepulcro del poeta austríaco Rainer Maria Rilke. El escritor quiso ser enterrado en este lugar de "atmósfera salvaje y mágica", en la cima de una colina.

## Transporte
- En la línea ferroviaria de Berna a Brig la comuna tiene el portal sur del túnel de base de Lötschberg.